# Senadolice
Senadolice so naselje v Občini Sežana.